# Nuclei territoriali antimperialisti
I Nuclei territoriali antimperialisti sono stati per dieci anni un fantomatico gruppo terroristico italiano.

## Cronologia delle azioni dei N.T.A.
L'organizzazione dei Nuclei territoriali antimperialisti si è attribuita le seguenti azioni (in ordine cronologico):
- 9 dicembre 1995, Sacile (Pordenone): Pubblicazione di un volantino recante il simbolo della stella a cinque punte inscritta in un cerchio, intitolato "Nuovo Ordine Mondiale, Bosnia, Nucleare e Aviano" ed espressamente definito "Primo documento". Il testo (lasciato presso una cabina telefonica) costituiva una sintesi di orientamento marxista con tematiche antimperialiste, anti USA e NATO, e lasciava presumere l'esistenza di un gruppo contiguo al Nucleo friulano delle B.R. - P.C.C., responsabile dell'attentato compiuto il 2 settembre 1993 ad Aviano.

- 12 dicembre 1995, Maniago (Pordenone): Consegna ai Carabinieri di un volantino identico a quello rinvenuto a Sacile, ed asseritamente trovato a Vivaro (Pordenone) presso un cestino per i rifiuti.

- 13 gennaio 1996, Spilimbergo (Pordenone): Attentato contro l'automobile di un militare USA in servizio presso la base di Aviano (distruzione della vettura, nessun danno a persone). L'attentato precedeva di poche ore una programmata visita del Presidente USA Clinton alla base aerea. In seguito veniva rinvenuto un volantino di rivendicazione intitolato "Welcome Clinton" redatto a mano e recante l'intestazione "Nuclei Territoriali Antimperialisti". Il documento ricalcava gli orientamenti e le tematiche esposte nel volantino rinvenuto nel 1995 a Sacile e denotava una matrice comune anche in base ad elementi di carattere linguistico.

- 9 marzo 1996, Trieste: Rinvenimento ad opera della DIGOS di un volantino dattiloscritto di 4 pagine (segnalato da telefonata anonima) intestato N.T.A. Lo scritto era indicato come "Documento n. 3, estratto della prossima r.s. n. 1", e presentava lineamenti programmatici politico-terroristici; in particolare da segnalare l'esplicito riconoscimento dell'esperienza maturata dalle B.R. - P.C.C, la "Costruzione di un Fronte Combattente Antimperialista" e l'appoggio all'attività terroristica delle B.R. - P.C.C. e dei N.C.C.

- 7 settembre 1996, Pordenone: Volantino recapitato ad un quotidiano locale, dal titolo "Antimperialismo fra recessione e strategia della tensione nell'Italia dei primi cento giorni", che riproponeva obiettivi politici e terroristici, e nel quale veniva indirizzata ai servizi segreti l'accusa di avere organizzato i piccoli attentati dinamitardi verificatisi nell'agosto 1996 in località balneari del Triveneto.

- 23 maggio 1997, Udine: Incendio di un'automobile presso una locale concessionaria della "Toyota" (con danni ad altre due vetture e ad altri apparecchi). Sul luogo veniva rinvenuto un volantino di rivendicazione con l'intestazione N.T.A. seguita dalla scritta "Militanti Rivoluzionari per la costruzione del P.C.C.", nel quale venivano esposte le tesi della "lotta antimperialista", con ampi riferimenti anche alla situazione nel Perù.

- 12 settembre 1997, Roma: A seguito di telefonata anonima, la DIGOS rinveniva un documento di 17 pagine a firma N.T.A. intitolato: "Risoluzione strategica n. 01/B. Direzione strategica, settembre 1997". L'elaborato comprendeva una premessa di strategia politico-terroristica, nonché un elenco di obiettivi da attaccare, tra i quali numerosi nominativi della politica, del giornalismo e dell'imprenditoria (ma non D'Antona, né gli ambienti del Ministero del lavoro). Il testo appariva corrispondere alle anticipazioni preannunciate con il testo rinvenuto a Trieste il 9 marzo 1996. Per quanto riguarda l'analisi della situazione politica italiana, assumeva rilievo un forte interesse per la cosiddetta questione secessionista.

- 8 luglio 1998, Trieste: Un documento di 5 pagine a firma N.T.A. veniva recapitato alla redazione di un quotidiano locale. Il testo presentava, secondo gli inquirenti, "analogie concettuali e assonanze linguistiche" con i precedenti documenti diffusi dalla stessa organizzazione.

- 12 settembre 1998, Pordenone: A seguito di telefonata anonima veniva rinvenuta a Casarsa della Delizia (PN) una busta recante il simbolo della stella cerchiata e la sigla N.T.A. contenente copia del testo diffuso l'8 luglio 1998, nonché un volantino ed una pallottola. Il volantino riportava, sotto al consueto frontespizio dei "nuclei" la sigla "Brigata Sergio Spazzali-Pino" (facente riferimento ad un componente delle Brigate Rosse, rifugiatosi nel 1982 in Francia, ed ivi morto nel 1994). Il presente documento si caratterizzava secondo gli inquirenti per "i toni intimidatori diretti ed immediati e le espressioni insolitamente pesanti".

- 6 marzo 1999, Pordenone: Telefonata anonima presso quotidiano locale, preannunciante nuove azioni degli N.T.A. e contenente riferimenti al rinvenimento di materiale avvenuto il 12 settembre 1998.

- 7 marzo 1999, Trieste: Telefonata anonima, asseritamente da parte N.T.A, analoga a quella del 6 marzo precedente a Pordenone.

- 25 marzo 1999, Roma: Messaggio telematico (email) e breve documento intitolato "Comunicato di B.R. - P.C.C. e N.T.A. di ripresa della lotta armata", indirizzati a quotidiano "La Repubblica". La preannunciata "offensiva rivoluzionaria", secondo gli inquirenti, "sembra scaturire dall'inizio del conflitto nella ex Jugoslavia".

- 3 aprile 1999, Aviano (Pordenone): Viene distrutta e successivamente incendiata, attraverso un rudimentale ordigno, l'automobile di una cittadina USA e successiva rivendicazione per mezzo di un volantino, contenente tematiche antimperialiste ed in linea con i documenti precedenti. Secondo gli inquirenti l'organizzazione pareva "che non disponesse" di capacità e di risorse "tali da poter realizzare vere e proprie azioni di lotta armata, e si circoscrive all'area geografica del Nord-Est (…) e alle province di Pordenone ed Udine".

- 12 aprile 1999, Cordenons (Pordenone): Viene incendiata l'automobile di proprietà di un militare USA in servizio presso la base di Aviano. Nelle vicinanze veniva rinvenuta la copia della rivendicazione dell'altro attentato compiuto il 3 aprile 1999 ad Aviano.

- 17 aprile 1999, Verona: Attentati dinamitardi ed incendiari notturni, rispettivamente contro una sezione dei Democratici di Sinistra e contro la sede del loro comitato cittadino, entrambi provocanti danni alle cose. Tutti e due gli attentati venivano rivendicati telefonicamente, con richiami a rivendicazioni di attentati precedenti ad Aviano e Cordenons, e si preannunciava "un documento politico complessivo di rivendicazione delle azioni di Vicenza, Cordenons e Verona in coincidenza del prossimo attacco della guerriglia urbana rivoluzionaria".

- 6 maggio 1999, Fiume Veneto (Pordenone): Attentato incendiario contro automobile di proprietà di una militare USA in servizio presso la base aerea di Aviano. La rivendicazione da parte dei N.T.A. veniva fatta ritrovare con un volantino a Pordenone il giorno dopo.

- 7 maggio 1999, Pordenone: Rinvenimenti presso la stazione ferroviaria di Pordenone di 15 volantini a firma N.T.A-P.C.C, nonché di un altro analogo volantino nei pressi di un negozio nei dintorni. L'elaborato, di due pagine, rivendicava due azioni compiute il 17 aprile 1999 a Verona, rispettivamente contro la "Casa del Popolo" (frequentata da aderenti del PDS) e contro una sezione del PDS (incendio di una porta). Gli estensori dichiaravano peraltro cessata la fase di attacchi in corso, preannunciando adeguamenti strategici "nella prospettiva di guerra di lunga durata".

- 11 maggio 1999, Roma: Attentato incendiario notturno contro il portone di ingresso presso la sede DS di via Sprovieri (nessun danno ai locali, né a persone) e relativa rivendicazione telefonica.

- 12 maggio 1999, Pordenone - Treviso: I N.T.A. "Cellula Carlo Pulcini" facevano rinvenire il "Comunicato n. 3" con il quale – oltre a riproporre concetti generali già espressi in precedenza – riconoscevano la paternità di diversi attentati e ne smentivano altri a loro attribuiti, ascrivendo questi ultimi "all'azione controrivoluzionaria dei Servizi".

- 1º maggio 2000, Pordenone - Trieste - Udine - Venezia - Padova: un volantino a firma "N.T.A." viene fatto ritrovare in diverse località del Friuli Venezia Giulia, tra cui Pordenone.

- 16 settembre 2000, Trieste: nella notte esplode un ordigno a Trieste nell'edificio che ospita gli uffici dell'Ice e dell'Ince-Cei. Azione rivendicata il giorno seguente dai N.T.A. con volantini in Friuli e Veneto.

- 17 settembre 2000, Veneto - Lombardia - Friuli: La cellula Barbara Kilster firma la risoluzione strategica 02/2000 e fa espliciti riferimenti ad un summit tra sigle eversive avvenuto tra il 12 e il 15 agosto dello stesso anno.

- 13 gennaio 2001, Udine: I N.T.A. diffondono un nuovo documento politico nello stesso giorno di una visita a Udine del capo del governo Silvio Berlusconi.

- 12 aprile 2001, Trieste - Roma: Documento di rivendicazione dell'attentato contro lo Iai e il consiglio per le relazioni Italia-Usa avvenuto a Roma.

- 9 agosto 2001, Venezia: Una bomba ad alto potenziale di tritolo distrugge l'ingresso principale del tribunale di Venezia. L'azione è rivendicata dalla "cellula Carlo Pulcini" dei N.T.A. "Azione Rialto", che firma con un lungo documento politico che attacca il governo Berlusconi-Bossi-Fini. Dubbi della magistratura sulla paternità di questo atto criminoso, a tutt'oggi senza responsabili accertati.

- 17 settembre 2001, Venezia: Nuovo documento contro il Libro bianco, la nuova sanità la riforma dello Stato sociale. Attacco ai sindacati e al governo.

Nel lungo testo, fatto ritrovare il 17 novembre 2001, è contenuto un invito a ricomporre tutte le sigle eversive impegnate in un progetto comune contro l'avanzare dell'imperialismo e lo strapotere dello Stato.
- 9 gennaio 2002, Conegliano (Treviso): I Nuclei Territoriali Antimperialisti, cellula "Sigfrid Hausner" rivendicano con un volantino lasciato in una cabina telefonica il fallito attacco contro la base aerea della Frecce Tricolori, a Rivolto (Udine).

- 20 marzo 2002 Milano, Verona: I N.T.A., con un documento di 4 cartelle diffuso in Veneto e in Lombardia, diffuso 24 ore prima della rivendicazione delle Br-Pcc, approvano l'operato delle Br-Pcc, che il giorno precedente avevano assassinato il giuslavorista Marco Biagi.

- 20 luglio 2002, Nord Italia: Viene diffuso dai N.T.A. un documento politico firmato dalla cellula Stefano Ferrari "Rico", un militante delle Br, colonna Walter Alasia, ucciso a Milano nell'82.

- 26 marzo 2003, Maniago (Pordenone): I N.T.A. incendiano e rivendicano attentato contro auto di soldato USA nell'ambito della campagna "Armare la Rivoluzione Antimperialista nelle Metropoli", sulla falsariga della campagna "Primavera Rossa" del 1999.

- 20 ottobre 2003, Gorizia: Le Brigate Rosse - Guerriglia Metropolitana, ultima evoluzione dei NTA, attaccano con una bomba la sede dell'Informest a Gorizia e rivendicano il giorno seguente facendo ritrovare a Padova una lunga risoluzione strategica di 30 pagine definita dagli inquirenti dell'antiterrorismo "seria, attendibile e corposa". Gli stessi irriducibili delle B.R., dalle carceri, approvano la risoluzione e non smentiranno mai il documento.

## Arresti
Nel 2004 dopo un'azione portata avanti dalla DIGOS nel Nord Est dell'Italia, l'organizzazione viene smantellata.